# 维克多·克伦佩勒
维克多·克伦佩勒（Victor Klemperer，1881年10月9日—1960年2月11日）是一位德国学者，他的日记于1995年在德国出版，他在日記中詳細介紹了他在德意志帝國、魏瑪共和國、納粹德國和德意志民主共和国時期的生活。 他也是第三帝国的语言的作者。

## 早年
维克多·克伦佩勒出生在一個猶太人家庭。1914年到1915年，克伦佩勒在那不勒斯腓特烈二世大学教書。第一次世界大战期間他是一位軍事志願者。1920年，他成為了德累斯顿工业大学一名语言學教授。
1933年，納粹德國頒布恢复专业公务员制度法，要將所有沒有參加過第一次世界大战的非雅利安人教授開除。克伦佩勒因為曾參加一戰的緣故暫且保留教職，不過在此期間他不能前往大学图书馆。不過最終克伦佩勒逐渐在壓力下辞去工作并且退休。虽然他可以領取部分养老金，但钱很快就用完了，他和他的妻子不得不从事保潔工作。维克多·克伦佩勒的妻子不是犹太人。她是納粹德國認可的一位“雅利安”德国人，這使得克伦佩勒免於滅頂之災，不過這也降低了他妻子的社会地位。